# The Destroyed Room: B-sides and Rarities
The Destroyed Room: B-sides and Rarities è una raccolta di inediti e rarità del gruppo alternative rock statunitense Sonic Youth, pubblicato nel 2006 dalla Geffen Records. La raccolta sancisce anche la chiusura del contratto tra il gruppo e la casa discografica. Nella raccolta trovano posto 3 inediti (Fire Engine Dream, Three Part Sectional Love Seat e Queen Anne Chair), oltre a b-side e tracce estratte da diverse compilation. L'album verrà pubblicato all'inizio del 2007 in versione doppio vinile dalla casa discografica Goofin Records, di proprietà degli stessi Sonic Youth.

## Tracce
1. Fire Engine Dream - (2003, outtake dell'album Sonic Nurse, inedito)
2. Fauxhemians - (2001, da The Noho Furniture Sessions, pubblicato originariamente sulla compilation All Tomorrow's Parties 1.1)
3. Razor Blade - (1994, b-side del singolo Bull in the Heather)
4. Blink - (1999, dalla colonna sonora Pola X)
5. Campfire - (2000, dalla compilation At Home With The Groovebox)
6. Loop Cat - (2003, dalla compilation You Can Never Go Fast Enough)
7. Kim's Chords - (2003, bonus track della versione giapponese dell'album Sonic Nurse)
8. Beautiful Plateau - (2003, bonus track della versione giapponese dell'album Sonic Nurse)
9. Three Part Sectional Love Seat - (2001, da The Noho Furniture Sessions, inedito)
10. Queen Anne Chair - (2001, da The Noho Furniture Sessions, inedito)
11. The Diamond Sea - (1995, versione originale con finale alternativo, b-side del CD singolo The Diamond Sea)